# Championnats du monde juniors de ski alpin 2019
Navigation
Davos 2018 Narvik 2020
La 38e édition des Championnats du monde juniors de ski alpin se déroule du 18 février 2019 au 27 février 2019 à Val di Fassa en Italie. C'est la première fois que la station de sports d'hiver italienne est désignée hôte de cet évènement, toutefois l'Italie par l'intermédiaire de Sestrières en 1983, Madonna di Campiglio en 1988, Montecampione en 1993, Tarvisio en 2002, Bardonnèche en 2005 et Roccaraso en 2012 avait déjà organisé les Championnats du monde juniors.
La compétition dure neuf jours pendant lesquels se déroulent onze épreuves : cinq épreuves individuelles masculines et féminines, et une épreuve par équipes mixtes.

## Podiums

### Hommes
| Épreuves                | Or                       | Argent                      | Bronze                    |
| ----------------------- | ------------------------ | --------------------------- | ------------------------- |
| Descente 20/02/2019     | Lars Rösti Suisse        | Julian Schütter Autriche    | Manuel Traninger Autriche |
| Super G 21/02/2019      | River Radamus États-Unis | Lucas Braathen Norvège      | Florian Loriot France     |
| Slalom géant 25/02/2019 | River Radamus États-Unis | Tobias Kastlunger Italie    | Sam Maes Belgique         |
| Slalom 26/02/2019       | Alex Vinatzer Italie     | Benjamin Ritchie États-Unis | Sam Maes Belgique         |
| Combiné 23/02/2018      | Tobias Hedström Suède    | Atle Lie McGrath Norvège    | Lucas Braathen Norvège    |

### Femmes
| Épreuves                | Or                              | Argent                | Bronze                        |
| ----------------------- | ------------------------------- | --------------------- | ----------------------------- |
| Descente 27/02/2019     | Juliana Suter Suisse            | Noémie Kolly Suisse   | Lisa Grill Autriche           |
| Super G 24/02/2019      | Hannah Sæthereng Norvège        | Julia Scheib Autriche | Lindy Etzensperger Suisse     |
| Slalom géant 19/02/2019 | Alice Robinson Nouvelle-Zélande | Camille Rast Suisse   | Kaja Norbye Norvège           |
| Slalom 20/02/2019       | Meta Hrovat Slovénie            | Aline Danioth Suisse  | Elsa Håkansson-Fermbäck Suède |
| Combiné 24/02/2019      | Nicole Good Suisse              | Kaja Norbye Norvège   | Ida Dannewitz Suède           |

### Team Event
| Épreuves               | Or                                                                   | Argent                                                           | Bronze                                                                         |
| ---------------------- | -------------------------------------------------------------------- | ---------------------------------------------------------------- | ------------------------------------------------------------------------------ |
| Par équipes 22/02/2019 | France Doriane Escané Marie Lamure Augustin Bianchini Jérémie Lagier | États-Unis Katie Hensien A J Hurt River Radamus Benjamin Ritchie | Allemagne Martina Ostler Martina Willibald Fabian Himmelsbach Nikolaus Pföderl |

## Tableau des médailles
| Rang  | Nation           | Or | Argent | Bronze | Total |
| ----- | ---------------- | -- | ------ | ------ | ----- |
| 1     | Suisse           | 3  | 3      | 1      | 7     |
| 2     | États-Unis       | 2  | 2      | -      | 4     |
| 3     | Norvège          | 1  | 3      | 2      | 6     |
| 4     | Italie           | 1  | 1      | -      | 2     |
| 5     | Suède            | 1  | -      | 2      | 3     |
| 6     | France           | 1  | -      | 1      | 2     |
| 7     | Nouvelle-Zélande | 1  | -      | -      | 1     |
| 7     | Slovénie         | 1  | -      | -      | 1     |
| 9     | Autriche         | -  | 2      | 2      | 4     |
| 10    | Belgique         | -  | -      | 2      | 2     |
| 11    | Allemagne        | -  | -      | 1      | 1     |
| Total | Total            | 11 | 11     | 11     | 33    |

## Classement du trophée Marc Hodler
Le Trophée Marc Hodler, permet de classer les nations en fonction des résultats (par top 10) et détermine les futures places allouées aux nations en catégories juniors.
16 nations ont réussi à mettre un skieur dans le top 10 d'une épreuve de ces championnats du monde.
Le classement final est le suivant :
| Rang | Nation      | Points |
| 1    | Suisse      | 107    |
| 2    | Norvège     | 86     |
| 3    | États-Unis  | 80     |
| 4    | Autriche    | 70     |
| 5    | Suède       | 45     |
| 6    | France      | 44     |
| 6    | Italie      | 44     |
| 8    | Slovénie    | 24     |
| 9    | Allemagne   | 21     |
| 10   | Belgique    | 16     |
| 11   | Finlande    | 9      |
| 12   | Australie   | 6      |
| 12   | Canada      | 6      |
| 14   | Croatie     | 5      |
| 15   | Royaume-Uni | 3      |
| 16   | Argentine   | 1      |